# Petra Kandarrová
Petra Kandarrová rozená Vogtová (20. srpna 1950, Halle, Sasko-Anhaltsko – 12. března 2017) byla východoněmecká atletka, sprinterka.
V roce 1969 vybojovala na mistrovství Evropy v Athénách tři zlaté medaile. První získala 17. září v běhu na 100 metrů. Přemožitelku nenašla i o dva dny později v běhu na 200 metrů, když cílem proběhla v čase 23,2. Poslední zlato přidala ve štafetě na 4 × 100 metrů, když společně s Bärbel Podeswaovou, Renate Meißnerovou a Reginou Höferovou zaběhla trať v čase 43,63 s.
O dva roky později na evropském šampionátu v Helsinkách doběhla ve finále běhu na 100 metrů na sedmém místě. Stříbrnou medaili zde vybojovala ve štafetě na 4 × 100 metrů, na které se dále podílely Karin Balzerová, Renate Stecherová a Ellen Stropahlová. V roce 1973 získala na halovém ME v nizozemském Rotterdamu stříbrnou medaili v běhu na 60 metrů, když nestačila jen na Annegret Richterovou ze Západního Německa.
V roce 1974 na mistrovství Evropy v Římě skončila ve finále běhu na 200 metrů na posledním, osmém místě.
Její dcera Jana (* 1976) se věnovala profesionálně tenisu.